# Gare de Soleure
La gare de Soleure est un nœud ferroviaire pour plusieurs lignes à voie normale et métrique. Il est situé dans le faubourg de la ville de Soleure, en Suisse, près de la frontière entre la ville et Zuchwil.
La gare de Soleure, à l'époque Nouveau-Soleure (Neu-Solothurn en allemand), est souvent appelée gare principale ("Hauptbahnhof") de Soleure pour la distinguer de la gare de Soleure Ouest (Solothurn West en allemand), plus ancienne, mais qui n'est aujourd'hui plus qu'un arrêt de train régional. L'arrêt de bus est appelé Solothurn Hauptbahnhof. Bien que cette désignation de la gare ne soit pas officielle, Soleure possède également une Hauptbahnhofstrasse.

## Historique
La ville de Soleure a inauguré sa première gare le 1er juin 1857 pour la ligne d'Olten à Soleure via Herzogenbuchsee des Chemins de fer du central suisse (SCB),. Cette gare se trouvait du côté nord de l'Aar, même si les SCB auraient préféré une gare du côté sud de l'Aar.
En 1876, les SCB ont construit la Gäubahn d'Olten à Soleure via Oensingen comme dernier tronçon de la ligne du Pied-du-Jura, afin de raccourcir le temps de parcours par rapport au tracé existant via Herzogenbuchsee. La conduite sur cette ligne était particulièrement compliquée à cause d'un rebroussement nécessaire à Herzogenbuchsee. La Gäubahn a été ouverte le 4 décembre 1876, avec un bâtiment provisoire à Soleure, qui deviendra la gare de Nouveau-Soleure (Neu-Solothurn en allemand). Ce même jour, la ligne de Soleure à Busswil et la ligne Soleure-Biberist du Chemin de fer de l'Emmental sont également mises en service.
En raison de son emplacement dans le faubourg de la ville, la gare était connue sous le nom de Nouveau-Soleure (Neu-Solothurn en allemand), en opposition à la gare existante, rebaptisée Vieux-Soleure (Alt-Solothurn en allemand). Ces désignations sont abandonnées à l'été 1915, et depuis lors, la gare principale est simplement connue sous le nom de Soleure.

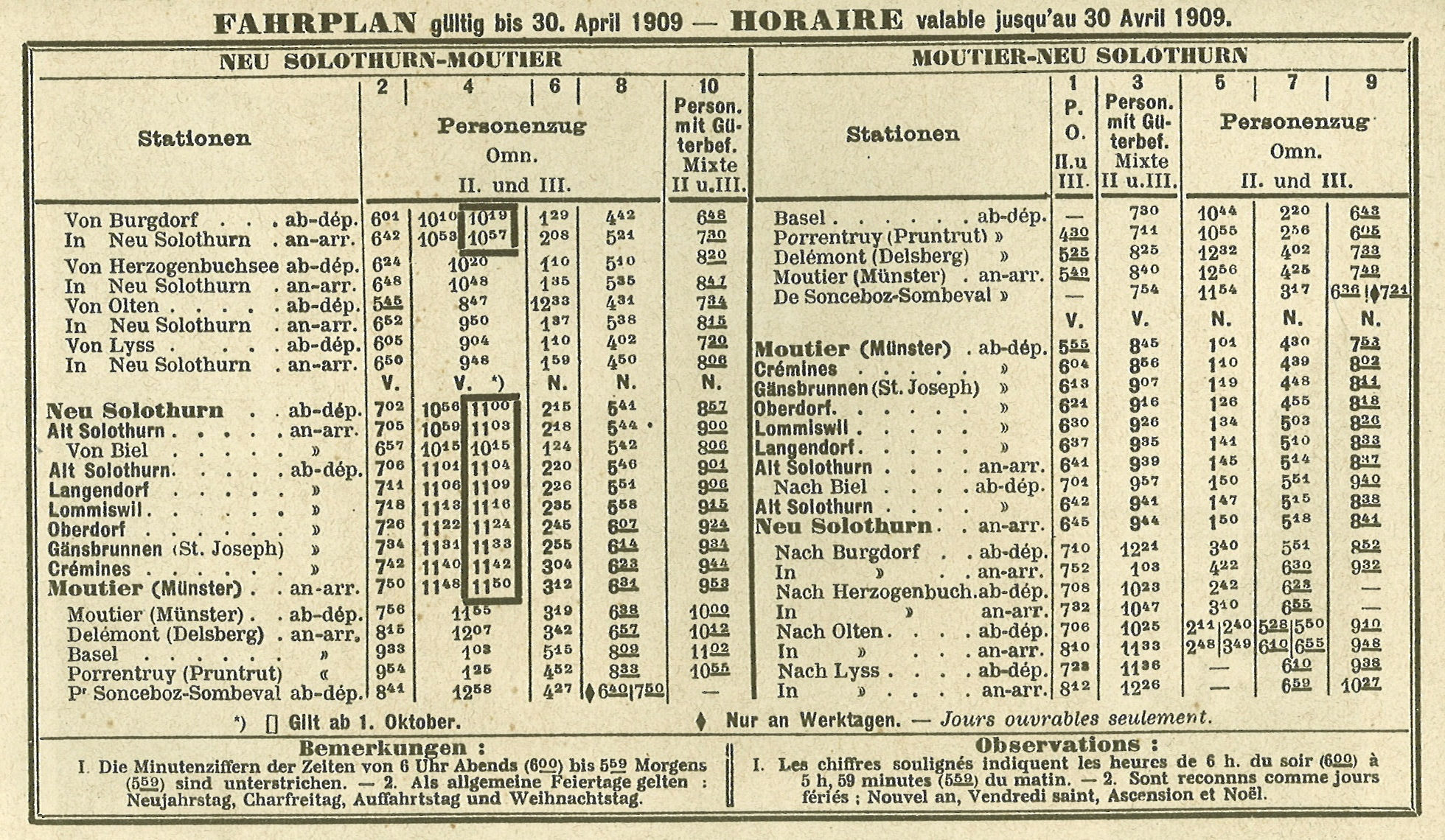
Premier horaire de la SMB 1908/1909

Les SCB avaient tenté d'abandonner l'ancienne gare, mais sans succès, ce qui n'aurait de plus pas eu de sens avec la construction et l'ouverture de la ligne Soleure-Moutier le 1er août 1908,. La gare de Vieux-Soleure est devenue une gare secondaire. Plus tard, elle a été rebaptisée Soleure Ouest, nom que la station porte encore aujourd'hui. Depuis un certain temps, le nom de Soleure-Ville (Solothurn Stadt en allemand) semble aussi être utilisé, car la gare se trouve sur la rive du côté de la vieille ville.
Le bâtiment des voyageurs actuel de la "gare principale" de Soleure a été construit entre 1884 et 1886. Il a probablement été agrandi en 1921 avec des extensions latérales.
La ligne à voie métrique Soleure-Zollikofen a été inaugurée le 9 avril 1916 et s'arrête dans la partie sud de la gare, où un dépôt a été construit en 1914. Le chemin de fer électrique à voie étroite Soleure-Berne (ESB) est devenu le chemin de fer Soleure-Zollikofen-Berne par la fusion avec le BZB en 1922, puis le Regionalverkehr Bern-Solothurn (littéralement transport régional Berne-Soleure) depuis 1984. Depuis 1925, le chemin de fer Soleure-Niederbipp (SNB) se termine sur le parvis de la gare grâce à l'ouverture du tronçon Soleure Porte de Bâle – Soleure. La ligne arrivait déjà à Soleure depuis le 9 janvier 1916, mais se terminait à cette époque à la Porte de Bâle. La SNB appartient à Aare Seeland mobil depuis 1999.
Les deux lignes de chemins de fer à voie étroite étaient électrifiées dès leur mise en marche. L'électrification de la ligne Bienne-Olten s'est achevée le 23 décembre 1927, celle de Soleure-Biberist le 1er septembre 1932, celle de Soleure-Moutier le 2 octobre 1932 et celle de la ligne Busswil-Herzogbuchsee le 3 octobre 1944.
La ligne Herzogenbuchsee-Soleure a été fermée en 1992, le tronçon Soleure-Derendingen formant désormais une branche de la ligne Soleure-Wanzwil. Le tronçon inutilisé entre Derendingen et Herzogenbuchsee a été démantelé. En 1994, la ligne Soleure-Büren an der Aare a été fermée. La caténaire a été démantelée, la voie d'Arch depuis Soleure est toujours utilisée comme voie de garage. Un heurtoir a été installé en permanence à Büren an der Aare afin que l'itinéraire ne soit plus praticable, bien qu'une voie existe encore tout au long de l'itinéraire.
Le tronçon Soleure Ouest-Soleure, avec le pont sur l'Aar long de 104 mètres, a été le dernier à être élargi à une double voie entre Bienne et Soleure, et inauguré le 8 avril 1932. La ligne vers Olten Hammer a été élargie entre 1950 et 1955, et le tronçon Solothurn-Luterbach-Attisholz plus précisément inauguré le 29 mai 1954. La première section de la ligne vers Biberist a été élargi en même temps que les travaux de construction de l'A5.

## Lignes de chemin de fer et raccordements
Ces lignes à écartement standard passent par Soleure :
- la ligne du Pied-du-Jura, dont fait partie la Gäubahn
- la l'extension de ligne Soleure–Wanzwil, respectivement l'ancienne ligne Soleure–Herzogbuchsee
- la ligne Soleure-Lyss via Büren an der Aare, duquel tronçon Soleure-Büren n'est plus en service, mais desservi par des bus
- la ligne de la BLS Soleure– Berthoud (anciennement Chemin de fer Emmental-Burgdorf-Thoune)
- la ligne Soleure–Moutier de la BLS (anciennement chemin de fer Soleure-Moutier)

Et ces lignes à voie étroites passent également par là :
- la ligne Berne - Zollikofen -Soleure du transport régional Berne-Soleure
- la ligne Soleure - Oensingen - Langenthal de Aare Seeland mobil (chemin de fer Soleure-Niederbipp)

Il n'y a pas de jonction entre les deux lignes à voie métrique, la ligne Soleure-Niederbipp se termine sur la place de la gare.
La gare de Soleure est également desservie par plusieurs lignes de bus exploitées par la compagnie de bus Soleure et environs et CarPostal.